# Jan Borowski (architekt)

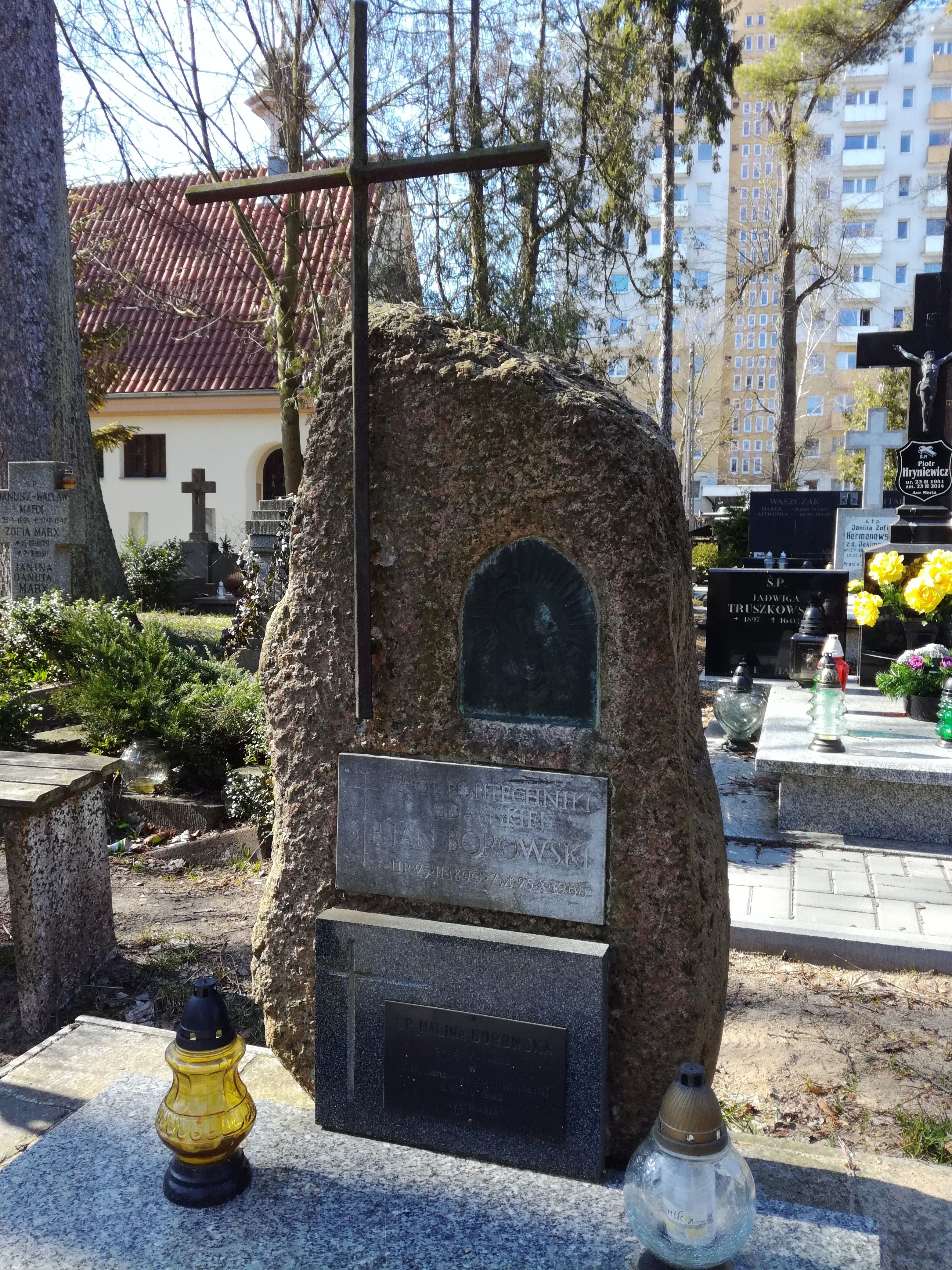
Grób Jana Borowskiego na cmentarzu Oliwskim

Jan Borowski (ur. 25 lutego 1890 w Petersburgu, zm. 25 października 1966) – polski architekt, konserwator zabytków na Wileńszczyźnie, pierwszy wojewódzki konserwator w Gdańsku (do 1951 roku), wykładowca.
Był synem Grzegorza Borowskiego, inżyniera budowy okrętów, który pochodził z Rudnik w powiecie głębockim na Witebszczyźnie, oraz Jadwigi z Szymanowskich. Jan Borowski po ukończeniu szkoły realnej w 1907 rozpoczął studia w Instytucie Inżynierów Cywilnych w Petersburgu, w Dziale Architektury, które ukończył 10 maja 1917.
Pracę zawodową rozpoczął w zakładach amunicyjnych w Mikołajowie w guberni chersońskiej (120 km od Odessy) i wkrótce objął tam kierownictwo biura architektonicznego. Po I Wojnie światowej, w 1920 Jan Borowski przybył w nowe granice Polski i zamieszkał w Starachowicach, gdzie zaprojektował warsztaty dla nowej fabryki amunicji, a także budynki dla zaprojektowanego przez siebie osiedla urzędniczego i robotniczego wraz z drewnianym kościołem. Po zakończeniu budowy fabryki i osiedli, w 1924 prowadził przez pół roku prywatną praktykę architektoniczną w Warszawie.

## Działalność na Wileńszczyźnie w latach 1925-1945
W 1925 wyjechał do Wilna i został zatrudniony w katedrze Historii Architektury i Budownictwa Uniwersytetu Wileńskiego. Przez dwa lata zastępował prof. Juliusza Kłosa w wykładach z Historii Architektury. W 1929 został wysłany do Francji, gdzie prowadził badania architektury średniowiecznej. Na skutek likwidacji Działu Architektury przy Wydziale Sztuk Pięknych Uniwersytetu Stefana Batorego w Wilnie, powierzono Borowskiemu przy tym samym Wydziale – wykłady z geometrii wykreślnej, perspektywy i dekoracji teatralnej. W dniu 15 grudnia 1929 nadano mu tytuł docenta. Równolegle z pracą na Uniwersytecie, od 1 lutego 1929 Borowski prowadził zajęcia na Wydziale Budowlanym Państwowej Szkoły Technicznej im. Marszałka Józefa Piłsudskiego w Wilnie. Pracował w niej do 1945 roku mimo okupacji miasta przez kolejno wojska litewskie, radzieckie i niemieckie. Prowadził także tajne wykłady z historii architektury i sztuki.
16 sierpnia 1945 przyjechał do Warszawy, gdzie rozpoczął pracę jako konserwator w Państwowej Pracowni Konserwacji Zabytków Architektury. Następnie wyjechał do Wrocławia, gdzie dokonał oceny zniszczeń zabytkowych budowli na terenie Starego Miasta. Od 26 sierpnia do 13 września 1945 dokonał lustracji 25 kościołów, ratusza oraz 34 domów przy Rynku i przyległych ulicach. Wynik lustracji opisał na 58 stronach rękopisu.

## Działalność w Gdańsku po roku 1945
15 października 1945 przyjechał do Gdańska i niezależnie od pracy konserwatorskiej zaczął pracę na Politechnice Gdańskiej na stanowisku kierownika Katedry Historii Architektury Powszechnej na Wydziale Architektury. Oficjalnie na stanowisko konserwatora w Gdańsku został powołany w marcu 1946 i pełnił tę funkcję do 1951. Prowadził wykłady z Historii Architektury, a od 1953 z Konserwacji Zabytków, opracowując jednocześnie skrypt z tego przedmiotu. Od 1950 prowadził także wykłady z Historii Architektury w Wyższej Szkole Sztuk Plastycznych w Gdańsku.

Prof. Stanisław Lorentz ocenił wkład Jana Borowskiego w ratowanie zabytków Gdańska następująco: 

...położył na tym stanowisku ogromne zasługi i jemu zawdzięczamy w wielkiej mierze uratowanie zabytkowego oblicza Gdańska. W samym Gdańsku zabezpieczył i w części odbudował 49 zabytkowych budowli, na terenie województwa – 28. Jest wśród tych zabytków ratusz główny, Dwór Artusa i muzeum Pomorskie, kościół Panny Marii i Kaplica Królewska, są bramy i wieże fortyfikacji miejskich i miejskie kamienice.(...) symbolicznym znakiem odbudowy Gdańska w tych pierwszych latach jest rekonstrukcja hełmu ratusza, niezwykle trudna ze względu na jej wysokość – 35 m. Pozostały mi dobrze w pamięci nieustępliwe zabiegi Jana Borowskiego, by uzyskać stalową konstrukcję hełmu, a potem, by uzyskać złoto na pozłocenie postaci króla Zygmunta Augusta na szczycie hełmu. Uzyskanie wówczas zezwolenia na zużycie na ten cel dwóch i pół kilograma złota i zdobycie materiału – było prawdziwie wielkim osiągnięciem. Przypominam sobie zawsze żarliwe starania Jana Borowskiego, gdy spoglądam na zwieńczenie hełmu, górującego nad starym Gdańskiem".

 Jego żoną była Halina de domo Szumska-Szuman. Został pochowany na cmentarzu Oliwskim w Gdańsku (kwatera 8-9-9).

## Projekty
Po przeprowadzonym w 1934 konkursie, adaptował i zrekonstruował szereg obiektów w Zułowie, rodzinnym majątku Marszałka Józefa Piłsudskiego, który został przeznaczony na Muzeum Pamięci Narodowej. W akcie erekcyjnym z 13 maja 1935 umieszczono też jego nazwisko jako kierownika odbudowy tego majątku.
Zaprojektował m.in. kościoły w takich miejscowościach jak: Tymienica, Podborze, Leonpol, Wawiórka, Olany, Raduń, Nowe Święciany, Nowa Wilejka, Rudziszki, Wojstom, Cudzeniszki, Miłaszewo, Horodziej, Soleczniki, Chocieńczyce (pow. Wilejski), Jaszuny, Idołta, Gdynia (po 1945 roku). Wśród jego projektów budowane były również szkoły, domy a także liczne pomniki.

## Prace konserwatorskie

### Do 1945
- wnętrza kościoła św. Kazimierza w Wilnie, po przeprowadzeniu od 1925 r. inwentaryzacji obiektu i badań.
- kościół w Budsławiu w 1928
- Zamek Górny w Wilnie (do dziś w wieży Zamku Górnego w Wilnie jest wystawiona makieta rekonstrukcji zamku wykonana przez Borowskiego)
- Zamek w Trokach (do 1942 roku kierował pracami konserwatorskimi)
- Zamek w Krewie
- Ostra Brama w Wilnie w roku 1934 (badania i prace konserwatorskie). Prowadził w niej badania architektoniczne także w 1926 r. w związku z konsekracją obrazu Matki Boskiej Ostrobramskiej.
- Kościół Trynitarzy w Wilnie w 1933, do którego zaprojektował ołtarz główny.
- W 1934 prowadził prace remontowe przy dzwonnicy kościoła św. Jana w Wilnie,
- kościół parafialny w Nowogródku, gdzie prowadził badania i prace nad wyposażeniem wnętrz.

### Po 1945
- Kościół Najświętszej Marii Panny w Gdańsku
- Kaplica Królewska w Gdańsku
- Dwór Artusa w Gdańsku
- Brama Złota w Gdańsku
- Ratusz Głównego Miasta w Gdańsku
- kamienny ołtarz w kościele św. Jana w Gdańsku

## Publikacje
- Dachy Gdańskie. Rekonstrukcja [w:] Ochrona Zabytków 1949, skrypt, s.37-43